# Marco Cicchetti
Marco Cicchetti (Roma, 11 aprile 1999) è un atleta paralimpico italiano specializzato nel salto in lungo nella categoria T44.

## Biografia
Nato con una malformazione al piede, il piede torto congenito, si è avvicinato allo sport già all'età di tre anni praticando la ginnastica artistica. Intorno ai 12 anni inizia a praticare l'atletica leggera paralimpica, prediligendo le gare di salto in alto, velocità e salto in lungo.
Nel 2019, anno in cui è stato campione italiano paralimpico assoluto indoor nei 60 metri piani, 200 metri piani e salto in lungo, ha fatto registrare il record italiano nei 200 metri piani T44 indoor con il tempo di 24"83. Già nel 2018 aveva segnato un altro record italiano, quello nel salto in lungo T44 con la misura di 6,94 m, e si era classificato settimo e quarto rispettivamente nei 100 metri piani T64 e nel salto in lungo T64 ai campionati europei paralimpici di Berlino.
Nel 2020 è due volte campione italiano paralimpico indoor e due volte all'aperto e fa registrare un nuovo record italiano nel salto in lungo indoor T44.
Nel 2021 ha conquistato la medaglia di bronzo nel salto in lungo T64 ai campionati europei paralimpici di Bydgoszcz e si è qualificato per la partecipazione ai Giochi paralimpici di Tokyo.

## Record nazionali
I seguenti record sono quelli ratificati dalla FISPES, anche se in alcuni casi l'atleta ha raggiunto risultati migliori in gare FIDAL.
- 200 metri piani indoor T44: 24"83 ( Ancona, 24 marzo 2019)
- Salto in lungo T44: 6,94 m ( Rieti, 18 maggio 2018)
- Salto in lungo indoor T44: 6,92 m ( Ancona, 8 febbraio 2020)

## Palmarès
| Anno | Manifestazione       | Sede      | Evento             | Risultato | Prestazione | Note |
| ---- | -------------------- | --------- | ------------------ | --------- | ----------- | ---- |
| 2018 | Europei paralimpici  | Berlino   | 100 m piani T64    | 7º        | 12"70       |      |
| 2018 | Europei paralimpici  | Berlino   | Salto in lungo T64 | 4º        | 6,87 m      |      |
| 2019 | Mondiali paralimpici | Dubai     | Salto in lungo T64 | 9º        | 6,31 m      |      |
| 2021 | Europei paralimpici  | Bydgoszcz | Salto in lungo T64 | Bronzo    | 6,72 m      |      |

## Campionati nazionali
- 1 volta campione nazionale paralimpico assoluto dei 100 m piani T44 (2020)
- 5 volte campione nazionale paralimpico assoluto del salto in lungo T43-44-63-64 (2020, 2021, 2022, 2023, 2024)
- 2 volte campione nazionale paralimpico assoluto indoor dei 60 m piani T44 (2019, 2020)
- 1 volta campione nazionale paralimpico assoluto indoor dei 200 m piani T44 (2020)
- 2 volte campione nazionale paralimpico assoluto indoor del salto in lungo T44/63-64 e T44-45/63-64 (2019, 2020)

2019
- Oro ai campionati italiani paralimpici assoluti indoor, 60 m piani T44 - 7"66[1]
- Oro ai campionati italiani paralimpici assoluti indoor, 200 m piani T44 - 24"83[1]
- Oro ai campionati italiani paralimpici assoluti indoor, salto in lungo T44/63-64 - 6,71 m[1]

2020
- Oro ai campionati italiani paralimpici assoluti indoor, 60 m piani T44 - 7"68[2]
- Oro ai campionati italiani paralimpici assoluti indoor, salto in lungo T44-45/63-64 - 6,82 m[2]
- Oro ai campionati italiani paralimpici assoluti, 100 m piani T44 - 12"33[3]
- Oro ai campionati italiani paralimpici assoluti, salto in lungo T44-63-64 - 6,75 m[3]

2021
- Oro ai campionati italiani paralimpici assoluti, salto in lungo T43-44-63-64 - 6,32 m[4]

2022
- Oro ai campionati italiani paralimpici assoluti, salto in lungo T43-44-63-64 - 6,49 m

2023
- Oro ai campionati italiani paralimpici assoluti, salto in lungo T43-44-63-64 - 6,69 m

2024
- Oro ai campionati italiani paralimpici assoluti, salto in lungo T43-44-63-64 - 6,82 m